# Terrades
|  | Per a altres significats, vegeu «Terrades (Mallorca)». |

Terrades és un municipi de les Garrotxes d'Empordà, una àrea entre la plana de l'Alt Empordà i els contraforts de la Garrotxa. Limita al nord amb els pobles de Darnius i Boadella i les Escaules; amb Llers a l'est; amb Cistella i Vilanant al sud; i amb Cabanelles i Sant Llorenç de la Muga a l'oest. El poble queda encaixat al centre d'una vall reduïda entre les muntanyes que conformen el sector nord-oriental de la serra de la Mare de Déu del Mont (la Penya, 484 m; Santa Magdalena, 527 m; els Avalls, 347 m), a la conca de les rieres Rissec i Murga, afluents del riu Manol.
La dita diu: A Terrades tots són lladres i a Lledó fins el rector.

## Història
La parròquia de Santa Cecília de Terrades s'esmenta el 982, quan el clergue Guiu (o Guigó) deixa al monestir de Sant Pere i Sant Prim de Besalú dos masos situats en aquest lloc. L'església romànica dedicada a Santa Cecília, de tres absis i tres naus, s'esmenta el 1115, quan Ricard de Terrades empenyora a Dalmau de Montmarí les propietats que tenia en aquesta parròquia, que va ser del tot destruïda al final de la Guerra civil espanyola, el febrer del 1939. L'actual església es va construir el 1954. El Castell de Terrades, les ruïnes del qual són a la Roca, va ser lliurat per l'Infant Pere, en nom de Jaume I, als vescomtes de Rocabertí, el 1272.

## Geografia
- Llista de topònims de Terrades (Orografia: muntanyes, serres, collades, indrets..; hidrografia: rius, fonts...; edificis: cases, masies, esglésies, etc).

## Demografia
| Entitat de població | Habitants (2023) |
| Terrades            | 295              |
| Palau-surroca       | 30               |
| la Guàrdia          | 21               |
| Font: Idescat       |                  |

| 1497 f | 1515 f | 1553 f | 1717 | 1787 | 1857 | 1877 | 1887 | 1900 | 1910 |
| ------ | ------ | ------ | ---- | ---- | ---- | ---- | ---- | ---- | ---- |
| 33     | 25     | 34     | 187  | 486  | 860  | 740  | 705  | 717  | 726  |

| 1920 | 1930 | 1940 | 1950 | 1960 | 1970 | 1981 | 1990 | 1992 | 1994 |
| ---- | ---- | ---- | ---- | ---- | ---- | ---- | ---- | ---- | ---- |
| 641  | 554  | 411  | 448  | 376  | 239  | 194  | 179  | 182  | 182  |

| 1996 | 1998 | 2000 | 2002 | 2004 | 2006 | 2008 | 2010 | 2012 | 2014 |
| ---- | ---- | ---- | ---- | ---- | ---- | ---- | ---- | ---- | ---- |
| 192  | 183  | 200  | 182  | 167  | 146  | 254  | 317  | 311  | 288  |

| 2016 | 2018 | 2020 | 2022 | 2024 | 2026 | 2028 | 2030 | 2032 | 2034 |
| ---- | ---- | ---- | ---- | ---- | ---- | ---- | ---- | ---- | ---- |
| 285  | 314  | 338  | 345  | 345  | -    | -    | -    | -    | -    |

## Monuments
Terrades compta amb els següents monuments:
- El santuari de la Mare de Déu de la Salut de Terrades, fundat per mossèn Felip Olivet el 1681.
- L'ermita de santa Magdalena (alt. 570 m). Ermita de Santa Magdalena de Terrades (2013)

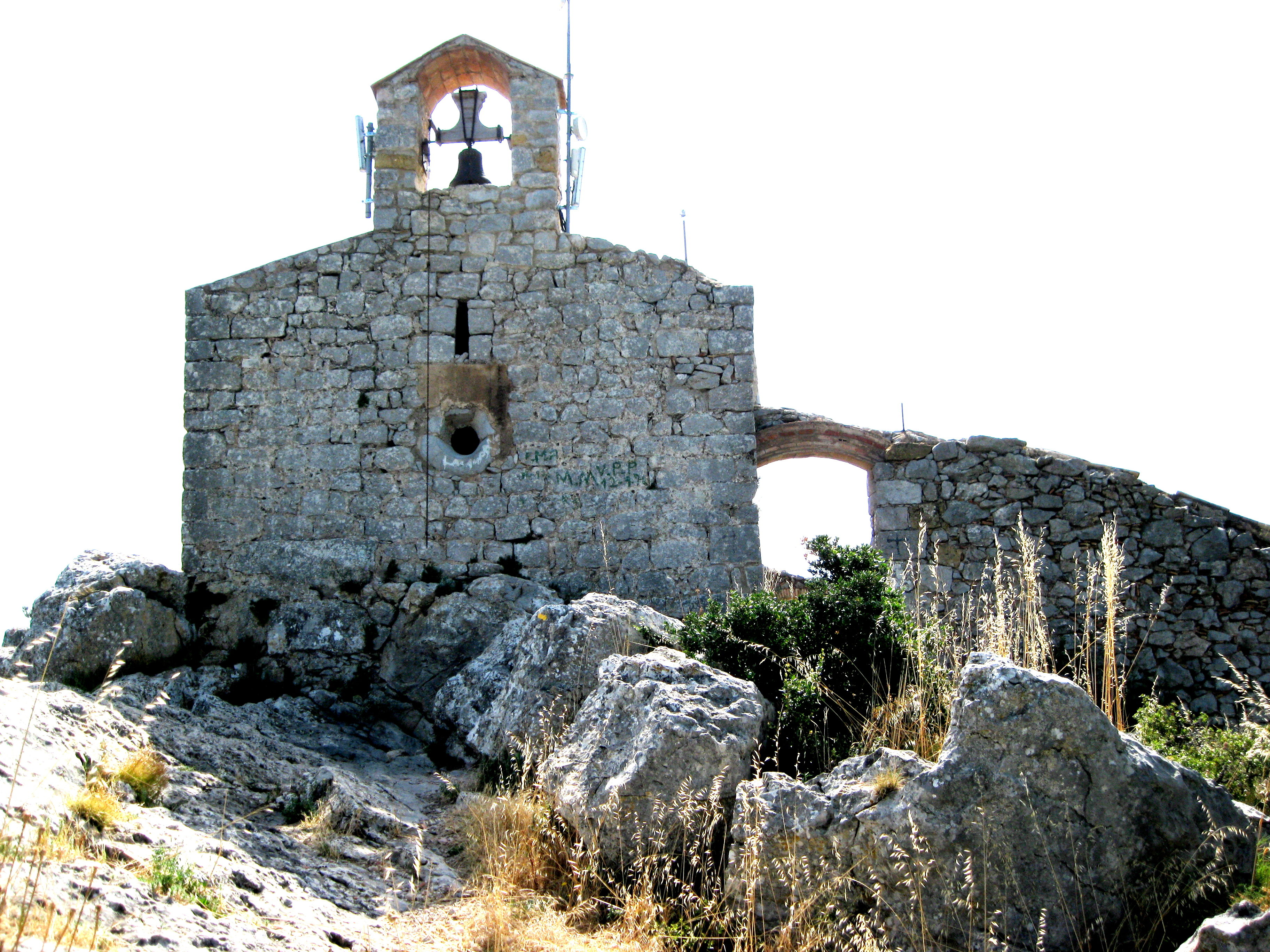
Ermita de Santa Magdalena de Terrades (2013)

- L'església parroquial de santa Cecília. Reconstruïda el 1954 en substitució de l'antiga església romànica del segle xii.
- L'ermita de sant Sebastià, probablement del segle xvii i restaurada recentment.
- El castell de Palau-Surroca. Fundat per Berenguer de Palau, és documentat el 1225. De ben segur l'església és encara més antiga, ja que en un document del 1337 es descriu com a vetustíssima. Actualment forma part d'una explotació agrícola, de propietat privada.
- El castell de la Terrades o de la Roca. Documentat el 1272. En sobreviuen algunes parets i la torre de l'homenatge o de guaita.

## Tradicions i cultura
Les festes de Terrades són:
- Festa Major de Terrades. 22 de novembre, per Santa Cecília, patrona dels músics.
- Fira-Mercat de la Cirera. El primer diumenge de juny.
- Les Quines de Terrades. Els diumenges i festius de desembre i primers de gener de cada any.

Les cireres de Terrades són molt apreciades per la seva gran qualitat, realitzant la seva Fira-Mercat cada any des de 1996, el primer diumenge de juny, en què les famílies propietàries, venen la seva millor qualitat de cirera. No hi ha cooperativa.
Els cirerers poden observar ja a cada costat de la carretera, arribant des de Llers. El seu període de floració sol començar a mitjans-finals d'abril. El cirerer i la seva floració és tan abundant, que fins i tot és motiu de reunió del col·lectiu japonès pròxim a la zona, per realitzar la seva tradicional Festa Hanami.
La qualitat de la cirera d'aquesta terra, va crear fins i tot un recorregut de mes i mig aproximadament (fins que acaba la seva temporada), durant el qual una sèrie de restaurants i els seus municipis, van embastar un viatge al voltant del món del gust, de la retina i del record, preservant els valors tradicionals de l'Alt Empordà.
El seu municipi de caràcter rural està format per cases de pedra dels segles xvi i xvii.

## Fills i filles del poble
- Joan Bonal Gràcia (1769-1829), capellà, fundador el 1804 de la Congregació de Germanes de la Caritat de Santa Anna a Saragossa.[1]